# Зоран Тегелтія
Зоран Тегелтія (босн. Zoran Tegeltija; нар. 29 вересня 1961, Мрконіч-Град) — політик Боснії і Герцеговини, колишній голова громади Мрконіч-Град та колишній міністр фінансів Республіки Сербської. Голова Ради Міністрів Боснії та Герцеговини з 23 грудня 2019 до 25 січня 2023 року.

## Життєпис
Народився 29 вересня 1961 року у містечку Мрконіч-Град, де закінчив початкову і середню школи. 1986 року
завершив навчання на економічному факультеті Сараєвського університету, де 2004 р. здобув ступінь магістра. 2007 р. закінчив докторантуру у белградському Альфа-БК-університеті.
До своєї політичної діяльності працював на нафтопереробному заводі та в податковій і митній адміністраціях Республіки Сербської. У 2000-02 рр. був депутатом Національної скупщини Республіки Сербської.
У 2004 і 2008 рр. обирався мером Мрконіч-Града, тобто головою громади Мрконіч-Град, центром якої є місто, яке не має окремого міського голови. З 1998 р. член найсильнішої партії боснійських сербів Союзу незалежних соціал-демократів. На загальних виборах у Боснії та Герцеговині 2006 р. був головою виборчого штабу партії.
29 грудня 2010 р. Національна скупщина Республіки Сербської обрала його міністром фінансів Республіки Сербської: спочатку в уряді Александра Джомбича, а потім — і в першому та другому уряді Жельки Цвиянович.
5 грудня 2019 р. Палата представників Боснії і Герцеговини затвердила призначення Зорана Тегелтії новим Головою Ради Міністрів Боснії та Герцеговини.. Обіймав посаду з 23 грудня 2019 до 25 січня 2023.
З 25 січня 2023 року — міністр фінансів та скарбниці в уряді Боряни Кришто.
Одружений, має двох дітей.